# Hyla arboricola
Hyla arboricola é uma espécie de anfíbio anuro da família Hylidae. Está presente no México. A UICN classificou-a como pouco preocupante.